# Муртазалі-хан II
Муртазалі-хан II (д/н—1816) — 5-й володар Газікумухського ханства в 1813—1816 роках.

## Життєпис
Син Сурхай-хана II. Про його діяльність відомо обмаль. Замолоду брав участь у всіх військових кампаніях батька в Картлі, Черкесії, Дербентському і Кубинському ханствах. 17 липня 1813 року саме Муртазалі від імені батька визнав зверхність російської імперії.
Подальші події суперечливі: за однією версією Сурхай-хан II вирішив вирушити до перського шахзаде Мірзи-Аббаса для укладання нової угоди; за іншою версією муртазалі змусив батька залишити ханство. Можливо йому в цьому таємно допомагали росіяни, оскільки не довіряли Сурхай-хану II.
Муртазалі-хан II надав присягу вірності Російської імперії, відмовившись від батьківських планів спротиву. Проте 1814 року Сурхай-хан повернувся, що спричини розгардіяш, оскільки частина знаті стала на бік колишнього хана. Зрештою при незрозумілих обставинах 1816 року Муртазалі-хана II було вбито, а Сурхай-хан повернувся на трон.